# Radio Kassa
Radio Kassa is een Nederlands radioprogramma over consumentennieuws dat dagelijks door de VARA werd uitgezonden op Radio 1.
Radio Kassa is een variant op het VARA-televisieprogramma Kassa. Het programma werd gepresenteerd door Felix Meurders (tevens bedenker van het programma) en Simone Weimans. Vaste rubrieken zijn De Buitendienst en Superman.
Afslag Thunder Road (NPO Radio 6) · Componist van de week (NPO Radio 4) · De Heer Ontwaakt! (NPO Radio 2) · GIEL (NPO 3FM) · Het Circus Jeroen Bosch (NPO Radio 2) · Over de schutting (NPO Radio 1) · Pianistenuur (NPO Radio 4) · Radio Kassa (NPO Radio 1) · Spijkers met koppen (NPO Radio 2) · Vroege Vogels (NPO Radio 1)